# Phragmatobia nordiberica
Phragmatobia nordiberica là một loài bướm đêm thuộc phân họ Arctiinae, họ Erebidae.